# Badhaus Wendelstein

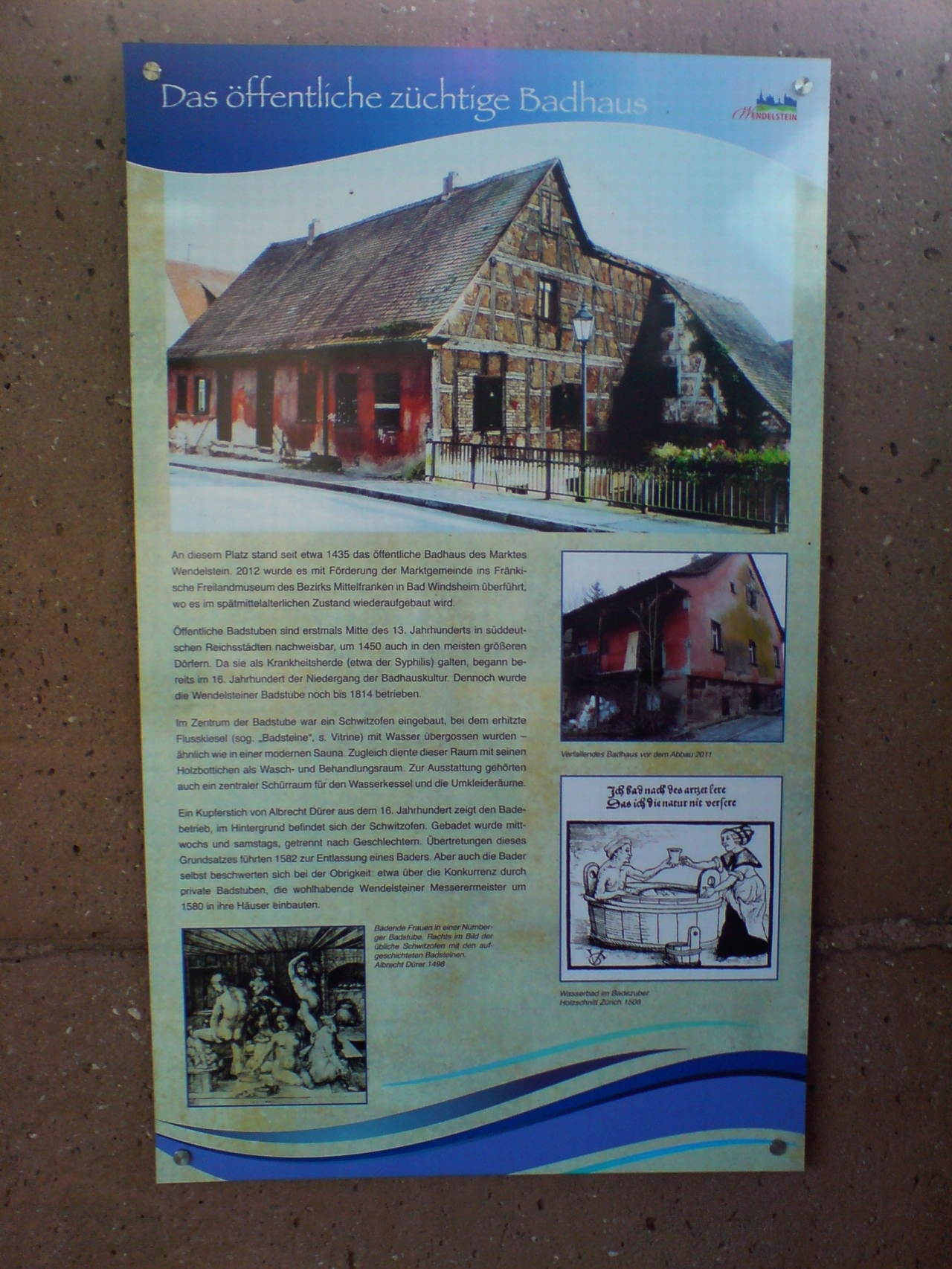
Ansicht des Badhauses am ursprünglichen Standort vor dem Abbau

 Das Badhaus Wendelstein in Mittelfranken ist "eines der deutschlandweit besterhaltenen spätmittelalterlichen Badhäuser".:40 Das 2012 abgebaute Gebäude wird derzeit im Fränkischen Freilandmuseum Bad Windsheim wiederaufgebaut.

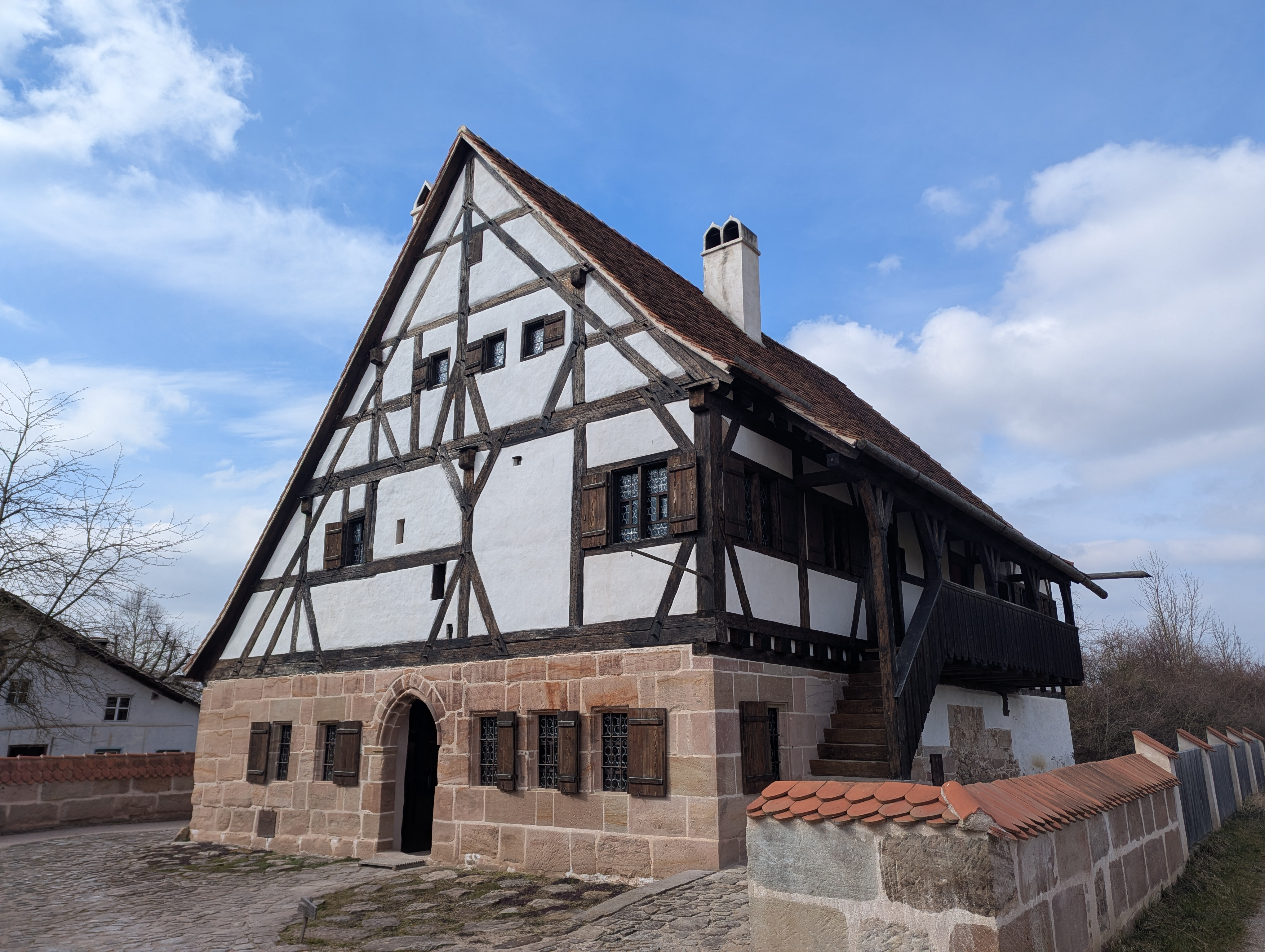
Badhaus nach der Translozierung (2025)

Die Eröffnung war für Herbst 2020 geplant. Die Fertigstellung wurde jedoch aufgrund der Covid-19-Pandemie und dem Hochwasserkatastrophe im Juli 2021 auf das Frühjahr 2022 verschoben.

## Lage

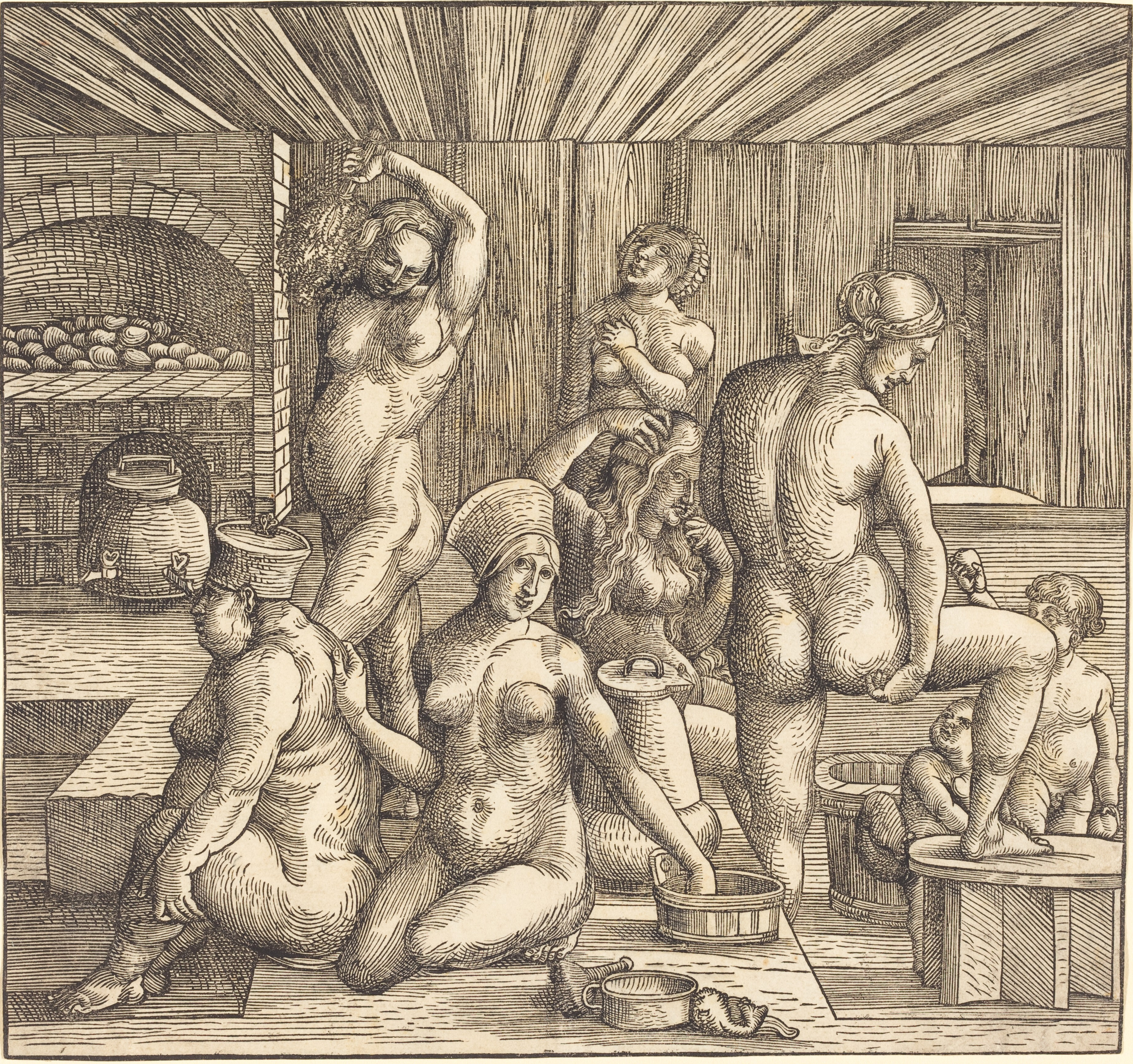
Badhausbetrieb um 1500

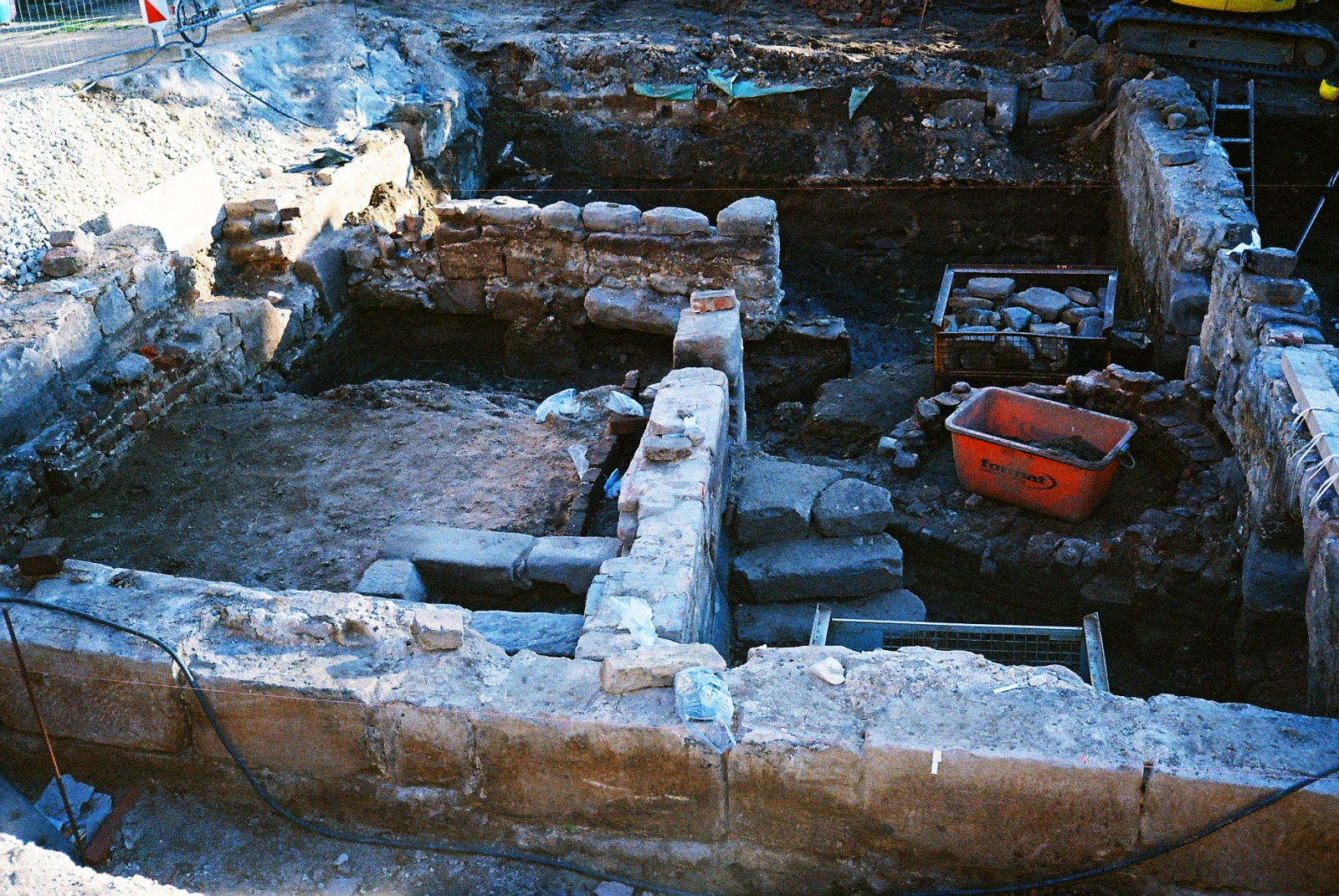
Grabung Badhaus, hinten: die Zisterne, Blick von Osten (2012)

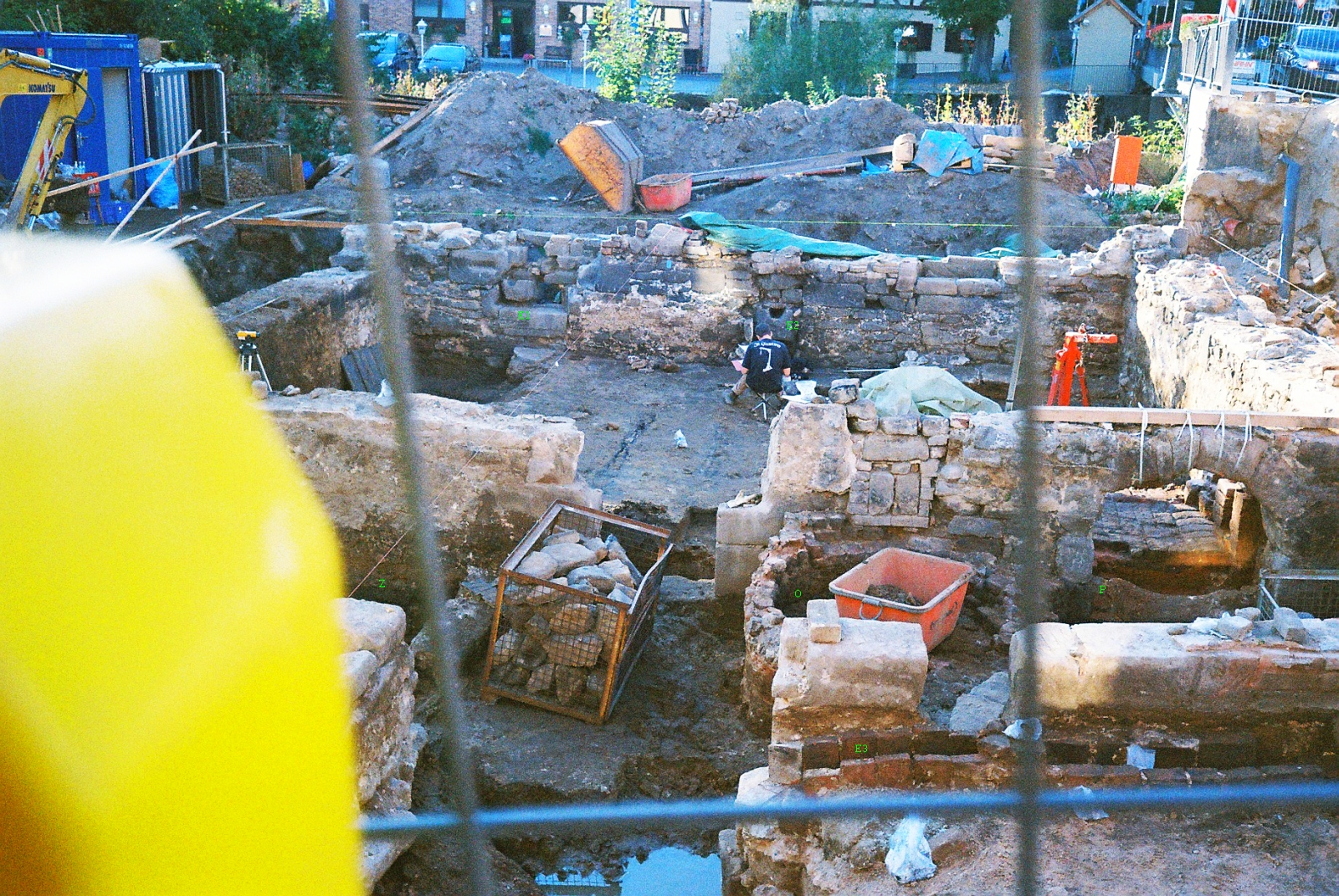
Erdgeschoss von Süden (2012)

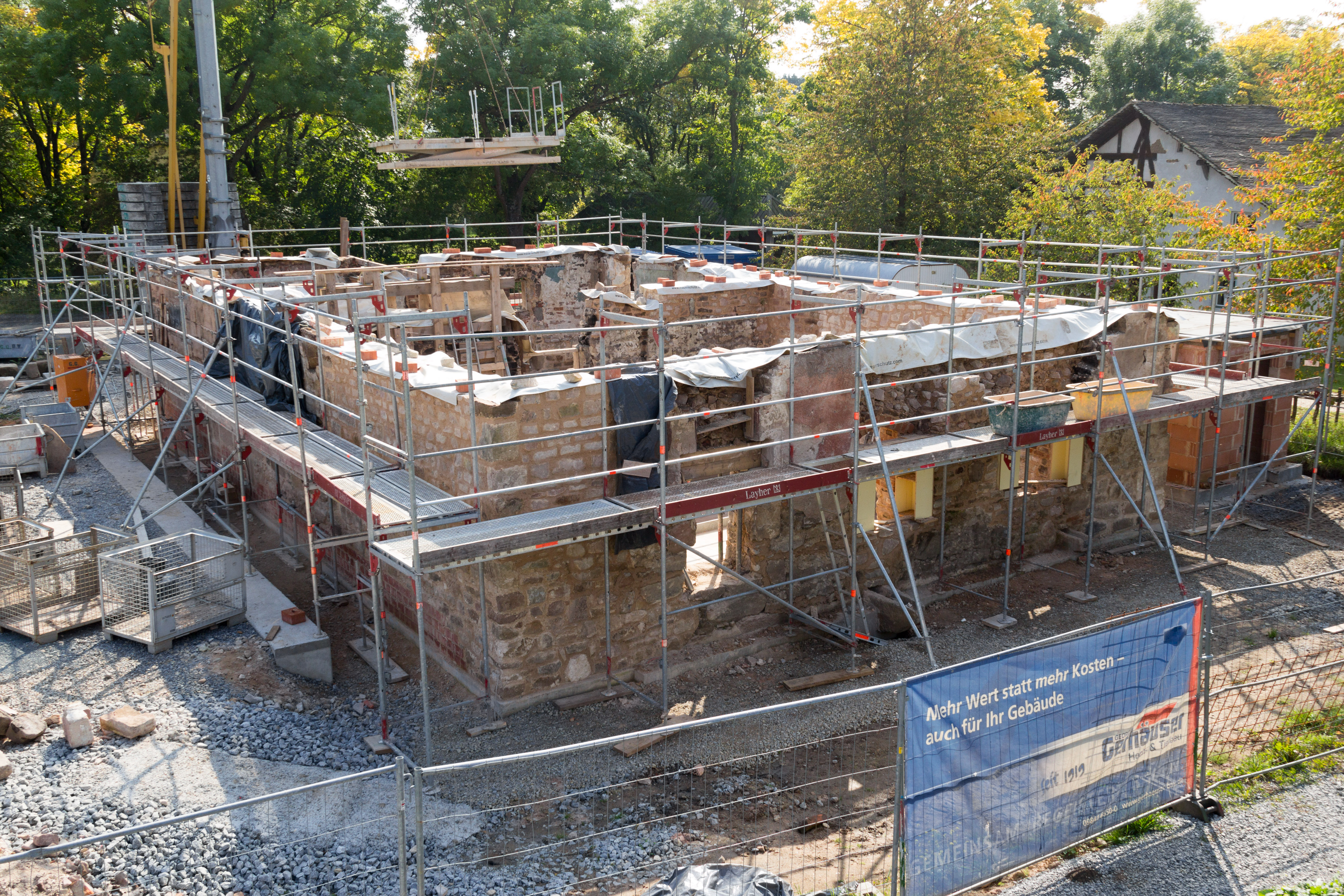
Wiederaufbau Bad Windsheim, Blick von Nordwesten (2017)

Das mit Aktennummer D-5-76-151-11 denkmalgeschützte Gebäude befand sich ursprünglich an der Hauptstraße 2 im Markt Wendelstein. Es stand direkt am östlichen Ufer der Schwarzach auf einer Höhe von 330 m ü. NN. ⊙ Südlich steigt das Gelände dort steil zum Altort Wendelsteins an, nördlich zum Lorenzer Reichswald hin.
Das Gelände war in der Bauzeit zur Schwarzach hin abfallend, dem folgte auch das Bodenniveau im Erdgeschoss des Baus, so lag die eigentliche Badstube deutlich tiefer als der Hauptzugang am Nordgiebel. Es stand zudem direkt neben dem Stadttor an der Schwarzachbrücke. Die noch heute dort verlaufende Straße hatte im Lauf der Jahre enorm an Bodenniveau gewonnen. Das bauzeitlich nur durch eine Außentreppe mit Altane erschlossene Obergeschoss war dadurch nun direkt von der Straße aus zugänglich.
Im Sommer 2012 wurde es denkmalgerecht transloziert und wird seit 2017 im Fränkischen Freilandmuseum in der Stadt Bad Windsheim im Zustand der Zeit um 1500 wiederaufgebaut. Sein neuer Standort liegt in der Ebene, nördlich der alten Aisch auf einer Höhe von 307 m ü. NN. ⊙

## Geschichte
Ein erster Vorgängerbau als Bodstube entstand bereits vor 1437, in diesem Jahr verkaufte die Gemeinde Wendelstein ihre in Eigenregie errichtete Badstube an den Nürnberger Bürger Wenzel Ortolff. Bei diesem Bau war nur die eigentliche Badstube aus Bruchsteinen aufgemauert. Ein daran anschließender, vollständig verlorener Vorbau aus Fachwerk ist anzunehmen. Die Brandzerstörung des Ortes und der Badstube im Jahr 1449 durch Alberecht Achilles, Markgraf von Ansbach lässt sich auch archäologisch am Bau nachweisen.
Kurz danach muss bereits mit dem Wiederaufbau begonnen worden sein, denn der Dachstuhl und damit das Gebäude ist dendrochronologisch auf das Jahr 1450 datiert. Der steinerne Teil des Vorgängerbaus wurde in den Neubau integriert und mit sorgfältig gehauenen Werksteinen ergänzt. 1467 verkaufte Ortolff das Badhaus und große Teile des Ortes Wendelstein an das Heilig-Geist-Spital in Nürnberg. 1540 brannte es erneut, wobei die gesamte westliche Hälfte des Dachstuhls und ein Teil der Obergeschossdecken zerstört wurde. Das Feuer konnte jedoch gelöscht werden, das beweisen die in situ belassenen verkohlten Balken. Diese waren bis ins 18. Jahrhundert hinein offen sichtbar.
Um 1640 wurde das Gebäude westlich zum Hof hin aufgestockt sowie das Gelände außerhalb aufgefüllt. Der Westgiebel wurde um 1730 erneuert. Das bayerische Urkataster zeigte in den 1810er Jahren das stattliche Gebäude Nr. 35 an der Schwarzachbrücke noch ohne die im 19. Jahrhundert angebaute Scheune. Später wurde dort zuerst eine Bäckerei betrieben und westlich im Hofraum eine Scheune angebaut. Im Laufe der Jahrhunderte, vermutlich bedingt durch wiederkehrende Hochwasserereignisse, wurde das ehemalige Erdgeschoss nach und nach weiter aufgefüllt und erhielt somit ein höheres Laufniveau. Bewohnt war das Badhaus noch bis zum Ende der 1970er Jahre und verfiel seither stetig.

## Badstubenbetrieb
Die Blütezeit der öffentlichen Badstuben ist im 14. und 15. Jahrhundert zu sehen. Bereits am Ende des 16. Jahrhunderts setzt der Niedergang der Schwitz- und Wannenbäder in öffentlichen Badstuben allmählich ein. Den Badern blieb jedoch die wichtige Aufgabe als handwerklich versierte und ausgebildete Wundärzte erhalten.:41 Spätestens 1818 fand der Badebetrieb mit dem Königlich bayerischen Badstubenerlass, der den weiteren Betrieb aller Badehäuser aus hygienischen Gründen untersagte, sein Ende.
Eine zeitgenössische Bildquelle zeigt das Innere einer Badstube: Der Holzschnitt aus der Zeit von 1505–1510 stammt von einem Nachfolger Dürers und ist nach einer Federzeichnung des Meisters gearbeitet, die in der Kunsthalle Bremen aufbewahrt wird (Inv. Nr. 99-1851/57). Es zeigt sechs Frauen, die verschiedene Handlungen des Badens zeigen: Zwagen (Haarewaschen), Krauen (eine Art "massieren" der Haut) und Lecken (die Verwendung eines aus Eichenlaub gebundenen Badequasts). Die im Bild gezeigte Holzvertäfelung entspricht ebenfalls den archäologischen Befunden.

## Translozierung und Forschung
Nach dem Abschluss der Planungen wurde 2011 mit den Vorbereitungen der Translozierung begonnen. Im Herbst wurden zunächst Ausgrabungen in dem verschütteten ehemaligen Erdgeschoss des Anwesens durchgeführt. Im Februar 2012 sensibilisierte man die Öffentlichkeit mit ersten Ergebnissen und einer geführten Besichtigung, auch um Verständnis für die mit der Bergung einhergehenden Verkehrsbehinderungen einzuwerben. Anschließend wurden die hofseitige Scheune abgerissen und die straßenseitige Front mit 35 Betonplomben gegen Einrutschen gesichert. Von Mai bis Juli 2012 erfolgten der dokumentierte Abbau von Dach, Gefachen und Ständerwerken sowie die Blockbergungen der bis zu 13 Tonnen schweren Bauwerksteile, die mit Tiefladern in das 65 km westlich gelegene Bad Windsheim transportiert wurden.
Auf dem Grabungsbild von Süden erkennt man gut den inneren Ziegelsockel des Ofens hinter dem mit „P“ gekennzeichneten äußeren Feuerungsportal aus Sandstein, das Fenster und den erhöhten Sockel in der Mitte des Raumes. Vom Badhaus wurden zwar vor dessen Abbau 3D-Laserscans aller Räume erstellt, ein belastbarer wissenschaftlicher Abgleich hierzu steht aber bisher noch aus.
Dem Abbau des Hauptgebäudes folgten archäologische Grabungen bis hinab unter die Fundamente des Gebäudes. Ein eisenzeitlicher Rennofen zur Verhüttung von Raseneisenerz wurde ergraben, konnte aber wegen Wassereinbruchs nicht geborgen werden. Etwa eine Tonne Schlackenreste aus der wesentlich älteren Metallurgie-Epoche, die auch im Betrieb des Badhauses Verwendung fanden, wurde gesichert und ebenfalls in das Freilandmuseum überführt. Eisenschlacken fanden auch in der zeitgenössischen medizinischen Literatur Erwähnung, sie sollten als Badezusatz eine entsprechende Wirkung entfalten.

## Wiederaufbau
Wendelstein

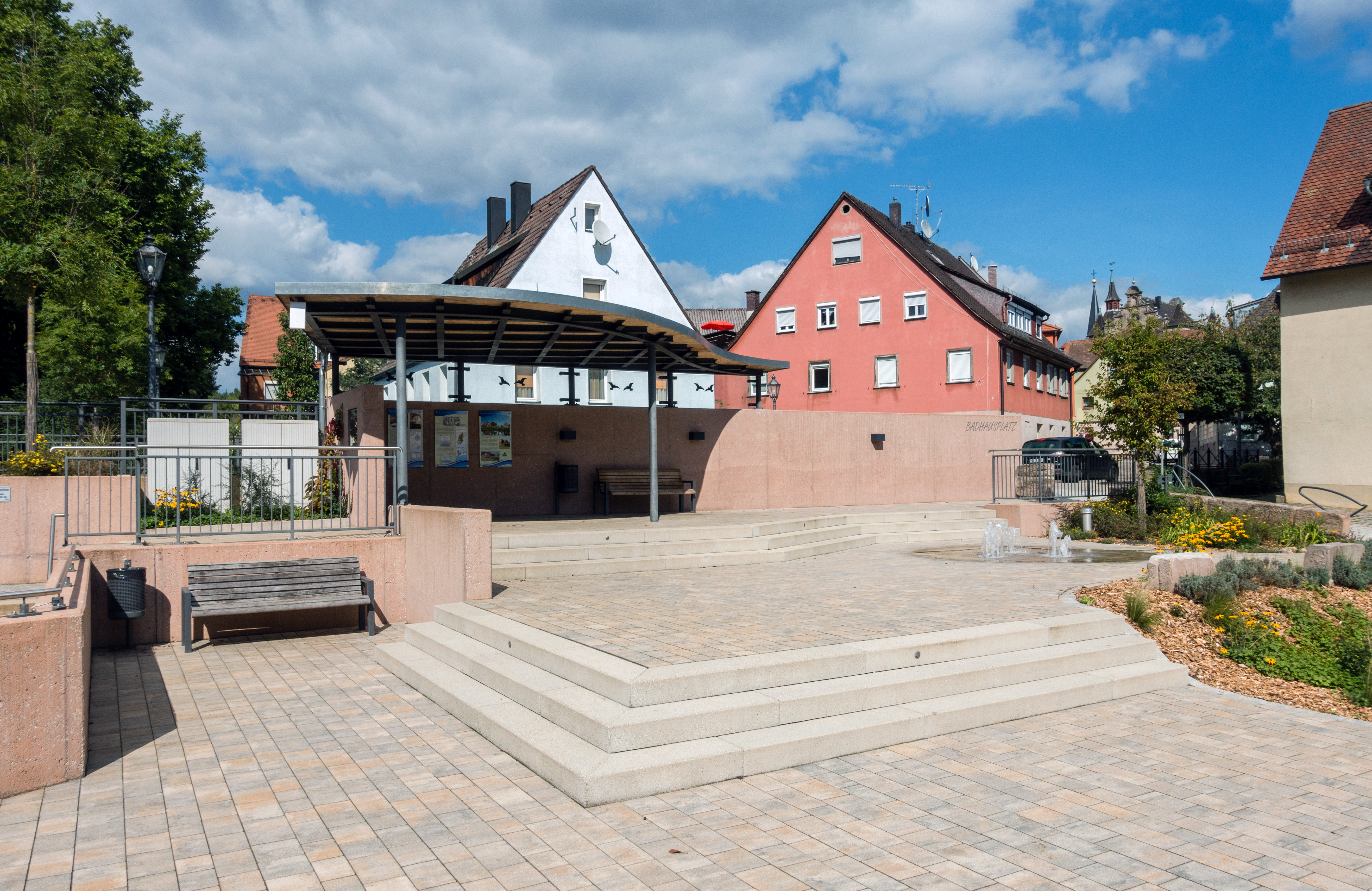
Badhausplatz in Wendelstein, Blick von Süden (2021)

Im November 2012 wurde die Grabung in Wendelstein beendet und die Grube zugeschüttet. Das Gelände ist inzwischen mit einer kleinen Park- und Freizeitanlage, dem Badhausplatz, überformt. Dieser wurde nach den Plänen des Architekten Karlheinz Zagel gestaltet. Dort befinden sich mehrere ausführliche Infotafeln zur Geschichte, der Gestehung, zum Wiederaufbau im Freilandmuseum Bad Windsheim und ein Schaukasten mit Exponaten (Repliken) der Funde aus der Forschungsgrabung. Ein periodisch schüttender Zierbrunnen, eine Freitreppe zur Schwarzach hin und teils wettergeschützte Rastplätze erhöhen den museumspädagogischen Wert der Freizeiteinrichtung.
Diese findet vor allem bei der Jugend und den Senioren am Ort eine hohe Akzeptanz. In der Altersgruppe der 25- bis 55-jährigen war der Badhausplatz zunächst umstritten, da diese dort bevorzugt ein dem historischen Ortskern nahes Parkhaus gesehen hätte.
Bad Windsheim

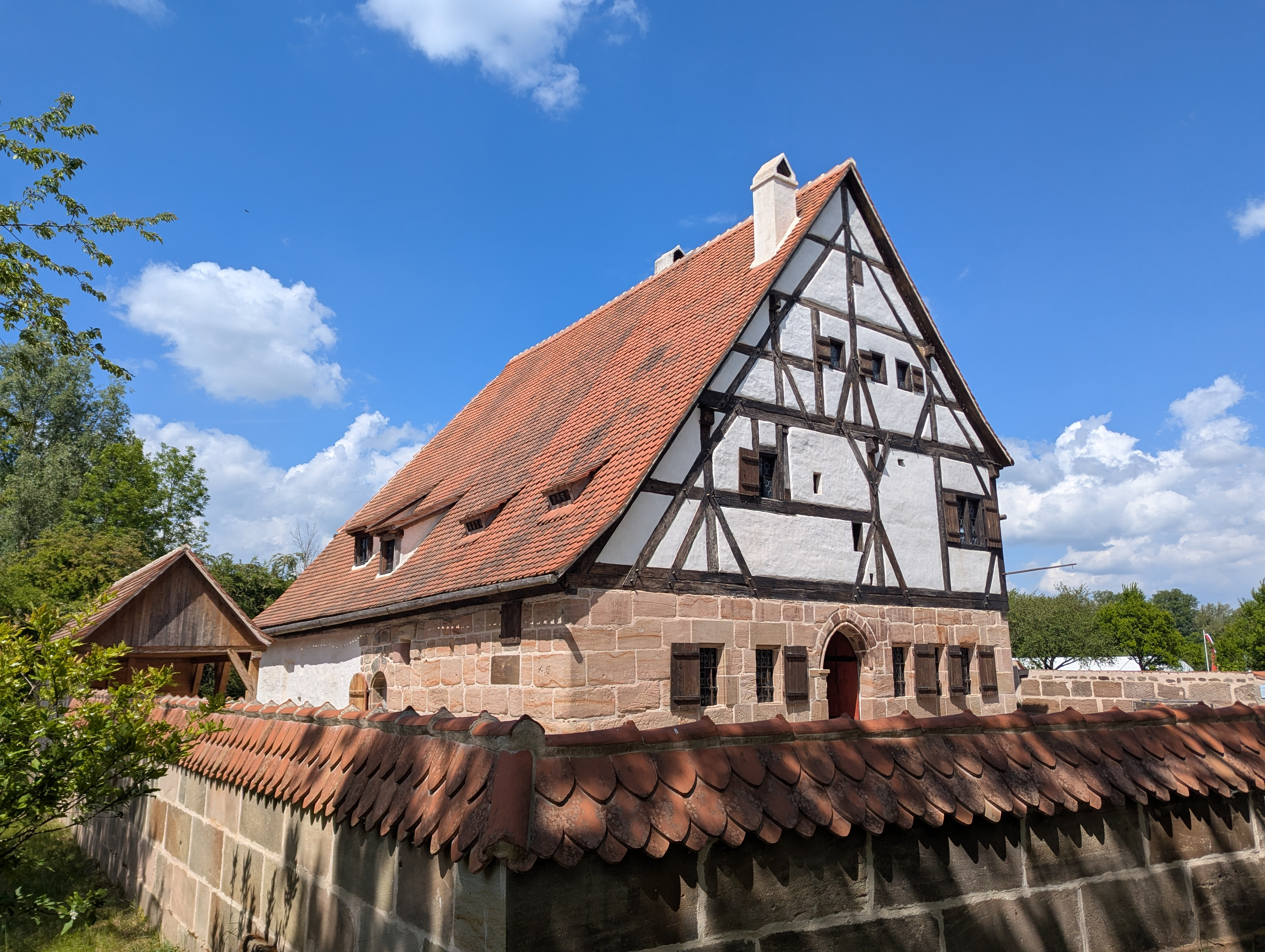
Wiederaufgebautes Badhaus im Fränkischen Freilandmuseum, Blick von Südwesten (2025)

Im Oktober 2014 wurde im Fränkischen Freilandmuseum Bad Windsheim in einer Feierstunde der Grundstein für den musealen Wiederaufbau des Gebäudes gelegt. Vorgesehen ist die Wiederherstellung des stattlichen Baukörpers östlich an der Mittelaltergruppe des Museums in der Ausbaustufe der 1470er Jahre, die bis Herbst 2020 abgeschlossen sein sollte. Aufgrund der Covid-19-Pandemie und dem Hochwasserkatastrophe im Juli 2021 wurde der Termin auf das Frühjahr 2022 verschoben. Eine museumspädagogische Ausgestaltung mit Dauerausstellungen und gelegentlichem Museumsbetrieb soll bis dahin erfolgen.

## Finanzierung
Neben dem Freilandmuseum Bad Windsheim und der Marktgemeinde Wendelstein beteiligt sich auch der Bezirk Mittelfranken an den Kosten. Zusätzlich wurden in einer zeitlich begrenzten Unterstützungsaktion Baden für’s Badhaus der Franken-Therme Spendenmittel aus Eintrittsgeldern generiert.